# Pagina principală/Categorii
| Științe exacte și matematică Științe aplicate · Fizică · Chimie · Astronomie · Oameni de știință · Geometrie · Algebră · Matematicieni                              |
| Inginerie și tehnologie Transport · Mașini · Inginerie · Telecomunicații · Informatică și Electronică · Nanotehnologie · Agricultură · Spațiu · Tehnologie militară |
| Sănătate și medicină Corpul uman · Boli · Psihologie · Nutriție · Genetică · Tratamente · Urgențe medicale                                                          |
| Biologie Viață · Biologie · Microbiologie · Plante · Nevertebrate · Cordate · Pești · Amfibieni · Reptile · Păsări · Mamifere                                       |

| Pământ și geografie Geologie · Ecologie · Țări · Hărți · Orașe · Mări și oceane · Dealuri · Râuri · Insule · Vreme și climă · Expediții               |
| Societate și științe sociale Societate · Cultură · Sociologie · Antropologie · Politologie · Guvern · Drept · Politică · Justiție · Educație · Armată |
| Afaceri și economie Economie · Industrie · Afaceri · Bănci                                                                                            |
| Religie și filozofie Filozofie religioasă · Teism · Ateism · Creștinism · Iudaism · Hinduism · Budism · Islam                                         |

| Limbi și literatură Lingvistică · Familii de limbi · Limbi antice · Limbi dispărute · Limbi artificiale · Gramatică · Scriere · Poezie · Romane · Literatură fantastică · Literatură română |
| Artă Arhitectură · Sculptură · Muzică · Dans · Pictură · Fotografie · Film |
| Sport și divertisment Competiții sportive · Fotbal · Tenis · Baschet · Handbal · Divertisment                                                                                               |
| Istorie Cronologie · Istorie · Civilizații · Popoare antice · Arheologie · Război · Actualități                                                                                             |

| Femei și feminism Femei după ocupație · Violența împotriva femeilor · Femei în știință · Filozofi · Scriitoare · Romanciere · Laureate ale Premiului Nobel                |
| Biografie Scriitori · Oameni de știință · Matematicieni · Cântăreți · Actori · Politicieni · Sportivi                                                                     |
| Europa Uniunea Europeană · Țări · Geografie · Politică · Educație · Economie · Istorie · Mediu înconjurător · Limbi · Cultură · Societate · Europeni · Demografie · Sport |
| România Guvernul · Geografie · Economie · Educație · Politică · Mediu înconjurător · Cultură · Istorie · Români · Armată · Sport                                          |